# روب مودي (طبيب)
روب مودي (بالإنجليزية: Rob Moodie)‏ هو طبيب أسترالي، ولد في 1953 في مدينة ملبورن، متزوج وله طفلان، أستاذ الطب العام في جامعة ملبورن. تخرج من كلية الطب بجامعة ملبورن عام 1976 ثم درس طب المناطق الحارة بجامعة باريس وطب الصحة العامة بجامعة هارفارد. عمل بهيئة إنقاذ الطفولة ومنظمة أطباء بلا حدود ومنظمة الصحة العالمية. كما أن له مقالا منتظما بمجلة كوزموس يتناول فيه بالمناقشة موضوعات طبية. 